# Islas Gilbert
Islas Gilbert är öar i Chile.   De ligger i regionen Región de Magallanes y de la Antártica Chilena, i den södra delen av landet, 2 400 km söder om huvudstaden Santiago de Chile. Arean är 21,6 kvadratkilometer.
Terrängen på Islas Gilbert är lite kuperad. Öns högsta punkt är 497 meter över havet. Den sträcker sig 7,2 kilometer i nord-sydlig riktning, och 5,8 kilometer i öst-västlig riktning.